# 萩原将文
萩原 将文（はぎわら まさふみ）は、工学者、慶應義塾大学教授、工学博士。

## 人物
慶應義塾大学工学部電気工学科卒業（1982年）、同大学大学院修士課程工学研究科電気工学専攻修了（1984年）、同大学大学院博士課程工学研究科電気工学専攻修了（1987年）、工学博士（1987年）。現在、慶應義塾大学理工学部情報工学科教授。
研究分野は、ニューラルネットワーク、ファジィシステム、進化コンピュテーション、感性工学。人間の持つ高度な知的情報処理の工学的な実現を目指している。自然や生命、進化に学ぶ新しい手法、例えばニューラルネットワーク、ファジィ、進化計算、人工生命や感性工学などを用いて、応用面を意識した研究を行っている。